# 19. Waffen-Grenadier-Division der SS
La 19. Waffen Grenadier Division der SS (lettische Nr. 2) fu una divisione di fanteria delle Waffen SS durante la seconda guerra mondiale. Venne fondata il 7 gennaio 1944 subito dopo la creazione della 15. Waffen-Grenadier-Division der SS elevando al rango divisionale la 2. Lettische SS-Freiwilligen-Brigade. Combatté nei Paesi Baltici ed in Russia sotto il controllo del Gruppo d'armate Nord prima e del Gruppo d'armate Curlandia quando la divisione si ritrovò intrappolata nella sacca russa creatasi in Curlandia. In questa sacca la divisione continuò a combattere fino alla fine della guerra, quando si arrese all'Armata Rossa.

## Organico
- Dicembre 1943  8.033 uomini.
- Giugno 1944    10.592 uomini.
- Dicembre 1944  9.396 uomini.

## Comandanti
- 5 settembre 1943 - 15 marzo 1944 SS-Brigadeführer Hinrich Schuldt.
- 15 marzo 1944 - 13 aprile 1944 SS-Standartenführer Friedrich-Wilhelm Bock.
- 26 maggio 1944 - 8 maggio 1945 SS-Gruppenführer Bruno Streckenbach.

## Capo di stato maggiore
- Gennaio 1944 - 1º marzo 1945 SS-Sturmbannführer Hans Koop.

## Reparti divisionali
- Waffen-Grenadier Regiment der SS 42 "Voldemars Veiss"
- Waffen-Grenadier Regiment der SS 43 "Hinrich Schuldt"
- Waffen-Grenadier Regiment der SS 44
- Waffen-Artillerie Regiment 19
- SS-Füsilier Battalion 19
- SS-Panzerjäger Abteilung 19
- SS-Flak Abteilung 19
- SS-Pionier Battalion 19
- SS-Nachschub Truppen 19
- SS-Sanitäts Abteilung 19
- SS-Feldpostamt 19
- SS-Nachrichten-Abteilung 19

## Onorificenze
- Hinrich Schuldt, Oberführer, 2. lett. SS-Freiwillige-Brigade, ucciso in combattimento 15 marzo 1944: Croce di Cavaliere con Fronde di Quercia e Spade, 25 marzo 1944.
- Bruno Streckenbach, Gruppenführer,: Croce di Cavaliere con Fronde di Quercia.
- Hinrich Schuldt, Standartenführer, SS-Brigade Schuldt: Croce di Cavaliere con Fronde di Quercia, 2 aprile 1943.
- Bruno Streckenbach, Brigadeführer: Croce di Cavaliere.
- Robert Gaigals, Waffen Obersturmführer, 6. compagnia, 42. Waffen Grenadier Regiment der SS "Voldemars Veiss": Croce di Cavaliere.
- Nikolajs Galdins, Obersturmbannführer, 42. Waffen Grenadier Regiment der SS "Voldemars Veiss": Croce di Cavaliere.
- Voldemars Reinholds, Waffen Sturmbannführer, 43. Waffen Grenadier Regiment der SS "Hinrich Schuldt": Croce di Cavaliere.
- Karlis Sensbergs, Waffen Unterscharführer, 43. Waffen Grenadier Regiment der SS "Hinrich Schuldt": Croce di Cavaliere.
- Miervaldis Adamsons, Untersturmführer, 6. compagnia, 44. Waffen Grenadier Regiment der SS: Croce di Cavaliere.
- Zanis Ansons, Waffen Hauptsturmführer, 3. compagnia, 44. Waffen Grenadier Regiment der SS: Croce di Cavaliere.
- Andrejs Freimanis, Waffen Obersturmführer, 13. compagnia, 44. Waffen Grenadier Regiment der SS: Croce di Cavaliere.
- Alfreds Riekstinš, Waffen Unterscharführer, 1 . compagnia, 19. Waffen Füsilier Battalion: Croce di Cavaliere.
- Roberts Ancāns, Untersturmführer, 19. Waffen Reserve Battalion der SS: Croce di Cavaliere.
- Žanis Butkus, Waffen Hauptsturmführer, 10. compagnia, 19. Waffen Reserve Battalion der SS: Croce di Cavaliere.